# Junga
Junga (Jūnga) és una vila d'Himachal Pradesh, capital d'un tehsil al districte de Simla, sdituada al sud-est de Simla a 31° 01′ N, 77° 11′ E / 31.02°N,77.18°E. No consta la seva població però és inferior als deu mil habitants.

## Història
La seva importància deriva d'haver estat la capital del principat de Keonthal. El palau del raja de Keonthal es troba a la ciutat de la que és el principal edifici.